# 大河内奈美
大河内 奈美（おおこうち なみ、1960年5月16日 - ）は、日本の熟女系AV女優。神奈川県出身。

## 略歴
- 2009年デビュー。
- 2010年には宮崎真弓名義で無修正作品に出演。
- イラマチオ、アナルセックスはNG事項となっている。

## 出演作品

### アダルトビデオ(大河内　奈美 名義)

#### 2009年
- 撮り下ろし 足淫13人 となりの奥様の悩殺足コキ （3月19日、センタービレッジ）オムニバス作品 他多数出演
- 淫毛  （10月13日、AVS）
- 不倫牝　48歳の交尾　奈美48歳（10月30日、ファーストレディ）
- 不倫牝 48歳の交尾 （12月18日、ファーストレディ69）
- 母親の絶頂オナニーを覗いた息子  （12月20日、ネクストイレブン）作品 他多数出演

#### 2010年
- 淫毛 熟女の恥毛と牡の精液が戯れて （3月19日）AVS）他出演白川　ゆり
- 次は貴方の家庭が危ない!? これがリアルな近親相姦!!（4月10日、グローバルメディアエンタテインメント）オムニバス作品 他多数出演
- 理由あり妻 不倫の旅 03（5月12日、ゴーゴーズ）
- 俗にいう、具合のイイ女。 13（5月21日、大塚ROCK）
- 極太張型チ○ポで淫汁とヨダレを垂れ流すドスケベ妻 1（6月18日、映天）オムニバス作品 他多数出演
- 濃厚中出し　熟母の浮気（7月13日、曼珠沙華）
- ふるさと近親相姦物語 息子に犯された五十路 六十路もんぺお母さん 2（7月19日、エマニエル）オムニバス作品 他多数出演
- 卑猥な義母の誘惑 義理の息子の性欲処理に使われて（7月19日、エマニエル）
- ゴージャス熟女奈美50歳 五十路に入って感度が高まった肉体で100回以上のアクメ天国（9月23日、ソフトオンデマンド）
- 次は貴方の家庭が危ない!? これがリアルな近親相姦!!（10月02日、グローバルメディアエンタテインメント）オムニバス作品 他多数出演
- 本格レズ 女医×ナース×患者 2（11月5日、東京音光）他出演北条美里、石川　文子
- 近親相姦　息子の巨マラにハメ狂う母 総出演4時間（12月11日、アカデミック）オムニバス作品 他多数出演
- 熟れ女のだらしない下半身 ごめん、我慢できずにやっちゃった。（12月25日、Fプロジェクト）オムニバス作品 他出演小林里穂、岡山涼花
- 大家のおばちゃんに童貞を奪われた浪人生 第二章（12月25日、ネクストイレブン）オムニバス作品 他多数出演

#### 2011年
- 五十路美熟妻監禁緊縛調教レイプ （3月11日、エマニエル）
- 温泉旅館の女将さん 遠路はるばる良くお越し下さいました。（3月23日、ルビー）